# ノクチリオキバチ
ノクチリオキバチ（Sirex noctilio）はルリキバチ属に属するキバチの仲間。

## 分布

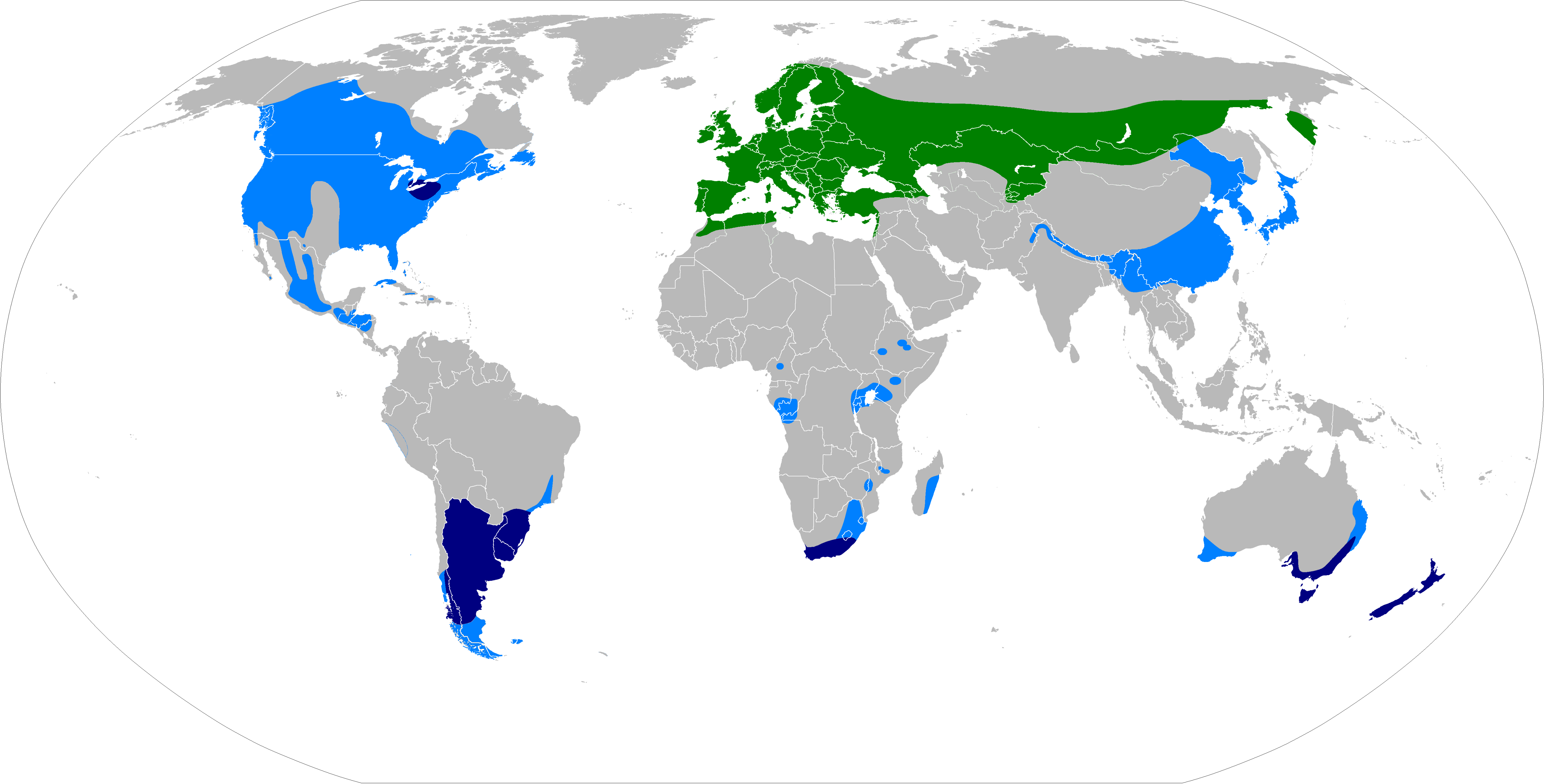
ノクチリオキバチの分布図。緑は原産地、濃い青は侵入した地域、薄い青は将来的に侵入が予想される地域

原産地はヨーロッパおよび地中海沿岸を中心とした地域で、ヨーロッパ全域と北アフリカ、中央アジアからカムチャッカ半島にいたる一帯である。幼虫はマツの材を食べて育つ。
現在は交通の発達によってアメリカ大陸や南半球の国々（オーストラリア、ニュージーランド、ウルグアイ、チリ、ブラジル、南アフリカなど）にも侵入している。

## 形態
キバチは体長2.5cmから4cmほどの昆虫である。成虫は尾端が平たくて鋭くやりの様であり（針ではなく、人を刺すためのものではない）、メス成虫はこれに加えて産卵管を持つ。幼虫は白色で、足はなく腹部の後ろに特有の黒い突起を持つ。北アメリカには10種類以上の在来のキバチが生息している。現在のところ、種のレベルでキバチの幼虫を見分ける決め手はない。しかし、ノクチリオキバチ成虫は在来のキバチと以下の点ではっきりと区別することが出来る。
- 光沢のある黒い体を持つ。個体によってはやや青みを帯びるものもある。メスは黒一色であるが、オスの腹部中間部分は鮮やかなオレンジ色となる。
- 脚は赤みを帯びた黄色（オレンジ色に近い）でつけ根は黒色。
- 触角は完全に黒色一色。

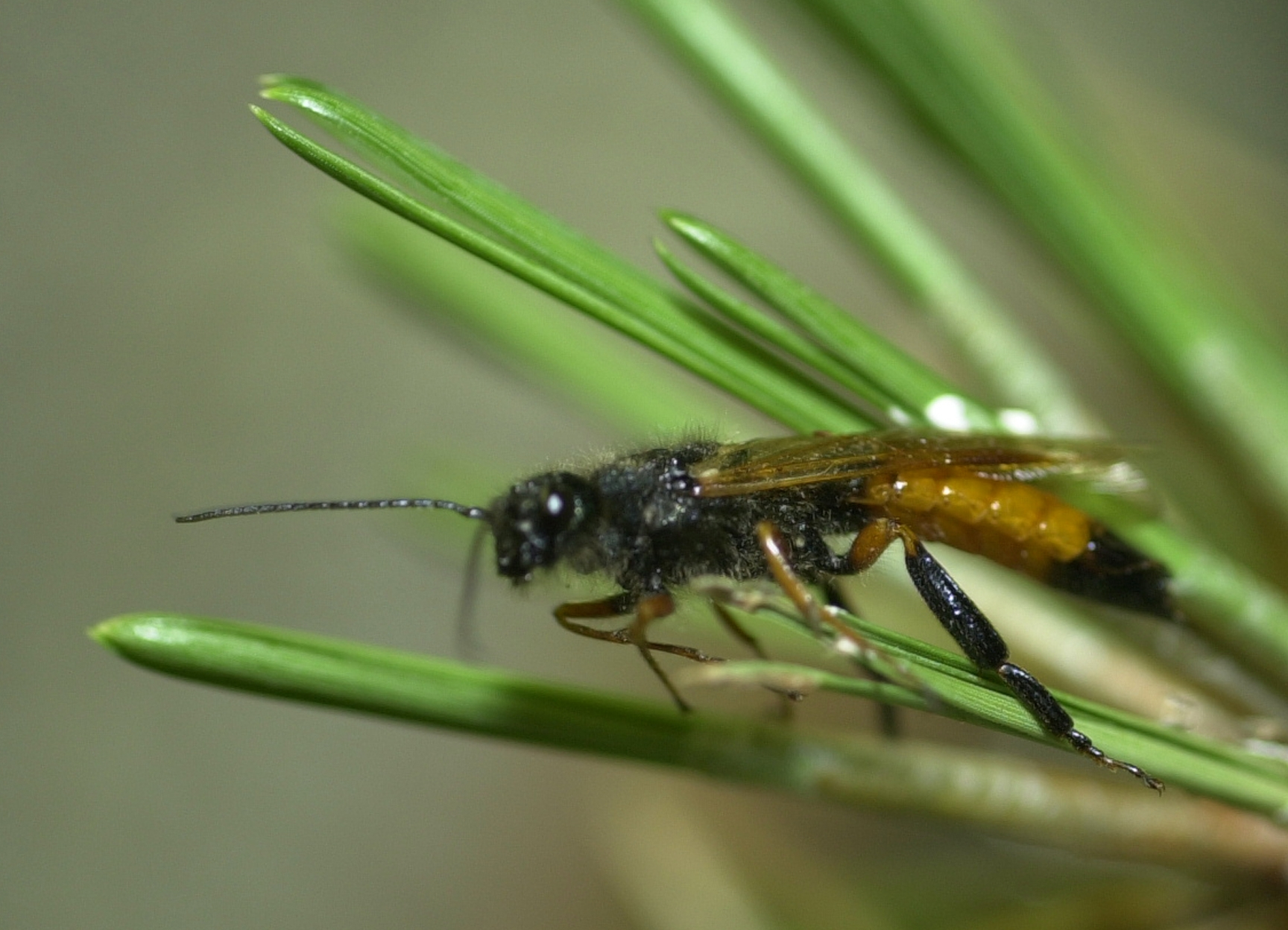
ノクチリオキバチのオス成虫。腹部のオレンジ色が特徴
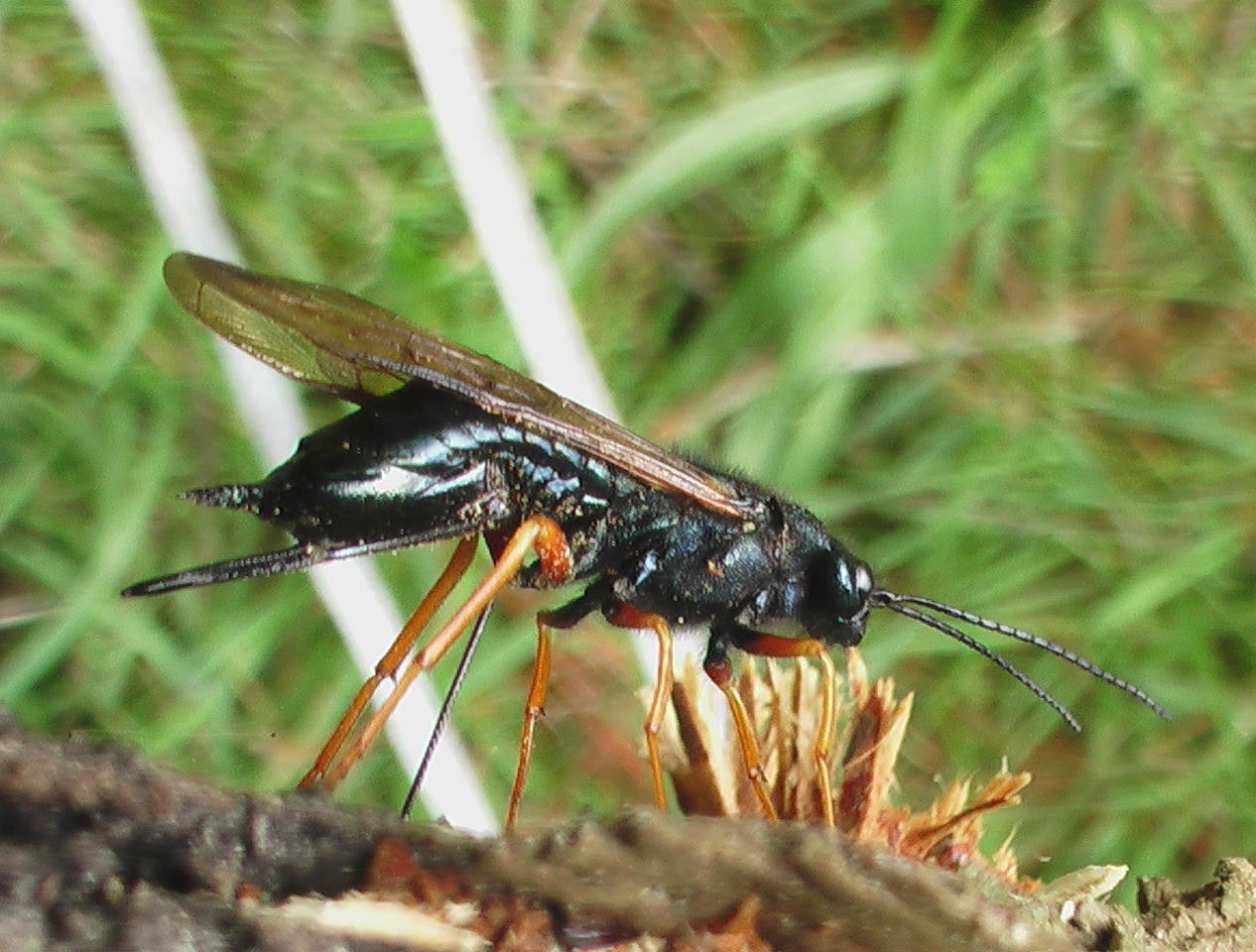
メスの成虫。黒一色である。キバチの仲間は太い腰を持つ原始的なハチである。

## 生態
本種はオーストラリアのほとんどの地域においては1年で1世代回る。これはアメリカ合衆国のほとんどの地域も同様である。ただし、オーストラリア南部やニュージーランドの一部などの寒冷な地域では一世代2年のものも知られている。成虫が出現するのは6月から9月までであり、8月に最多となる。メス成虫は光条件・水分条件・折損などのストレスで弱っている木に集まってきて産卵管を幹に突き刺し、卵と共生菌（Amylostereum areolatum）、木に有毒な粘液（英：mucus、ミューカスと呼ばれる）を注入する。共生菌とミューカスの相互作用によって周りの樹木の細胞を殺し、材を乾燥させる。こうすることで樹脂の侵入などもなくなり、幼虫の生育にとっての好適な環境を作り出す。メス成虫は1世代の間に25個から450個もの産卵を行う。産卵数の差は体調の差で、体の大きなメスほど多くの卵を産む傾向にある。未受精卵からはオスが、受精卵からはメスが生まれる。幼虫は自分が掘り進んだトンネル内で共生菌を養う、幼虫が掘り進んだトンネルはとても細かい木屑で埋められている。幼虫である期間は10カ月ほどでに5～10回ほど脱皮してさなぎになる。その後約3週間で羽化して成虫になる。成虫になると直径3mmから1cm程度の丸い穴を開けて外へ出てくる。
産卵木として有名なのはマツ属の樹木であるが、トガサワラ属、カラマツ属、トウヒ属、モミ属などの他のマツ科の針葉樹にも産卵することが知られている。

## 林業被害
キバチには枯れている木に産卵するものもあるが、ノクチリオキバチは生きているマツを加害する。本種はその数が少ない時は被圧木や傷ついている木などストレスを受けて弱っている木に産卵する。オーストラリアの植林地では特に水分ストレスを受けている木に産卵することが分かっている。被害木の外観的な特徴としては葉が枯れていく。葉の色は濃い緑から薄い緑、黄色となり、最後は赤茶色になる。この間加害されてから3カ月から半年程度かかる。これはキバチが産卵時に注入するミューカスと共生菌によるものが大きい、2つの物質は樹木の細胞を殺し、その場所には乾燥が生じる。キバチは弱った木に群がって産卵するので、部分的に多数の乾燥した場所が生じ、それを共生菌の菌糸がつないでいく。結果として水を吸い上げられなくなり、枯死してしまう。また、共生菌とミューカスが樹木に有害なある種の毒素を作るという報告もある

。
マツの方もキバチに抵抗した結果、産卵場所に樹脂を分泌するようになる。樹脂に滴や垂れたものは幹の中間程度の高さで見られることが多い。しかし、本種、とくにキバチの共生菌に抵抗性のない樹種では樹脂の分泌が足りず枯死してしまうと考えられている。ニュージーランドではキバチの被害を受けていくうちに樹脂の量を増やし抵抗力を増した例が報告されている。
本種の被害は抵抗性のない北米原産のマツを植えた地域で顕著である。ニュージーランド、オーストラリア、ウルグアイ、アルゼンチン、ブラジル、南アフリカなどの南半球の国においてはマツの仲間は天然にはなく、海外からの輸入であり特に北米原産の種類が多かった。後にキバチはこれらの国侵入し、林業用などで植林されていたマツを加害した。特に植栽本数の多いラジアータパイン（Pinus radiata、モントレーマツとも）やテーダマツ（Pinus taeda）は著しい被害を出した。1950年代からのオーストラリアにおける大発生では、ラジアータパインが被害を受け酷いところでは80％もの木を枯らしたことはよく知られている。この他にもポンデローサマツ（Pinus ponderosa）などいくつかの種類もノクチリオキバチの加害に対して感受性が強いことが知られている。
アメリカでも本種の侵入が確認されている。船の積み荷にまぎれていたと考えられ、かつては港湾の付近に限定されたが、最近では港から離れた所でも見つかっておりその拡大が危惧されている。アメリカ政府が1996年から1998年の間に調査したところ、船荷を保護する梱包材に使われている木材から26種のキバチが見つかり、このうち1種が本種と同定された。
日本においては今のところ侵入はしていないとされるが、侵入・定着が特に警戒されている林業害虫の一つである。アメリカ同様、港湾等からの侵入が考えられており、丸太や船荷を保護する梱包材が危険だとされている。梱包材は港湾だけにとどまらず、各地の運送業者の物流センターに着くまで荷物と一緒に運ばれるため侵入後、速やかに各地に分散・定着してしまうことが懸念されている。

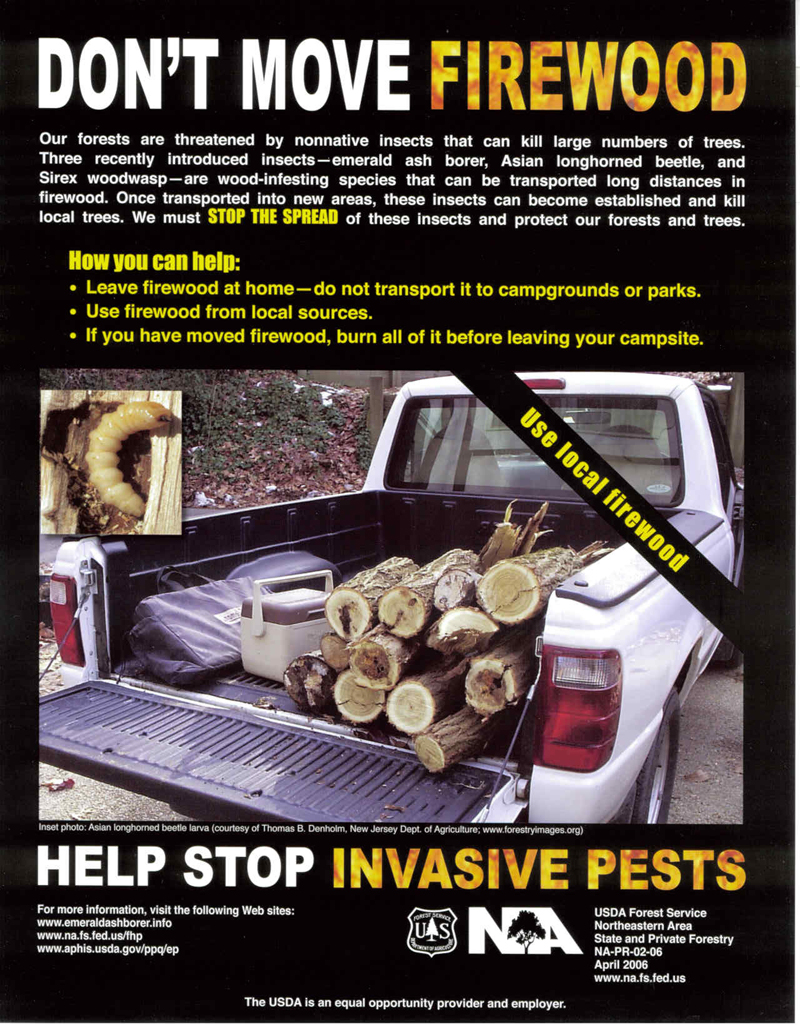
薪の移動を控えるように呼び掛けるポスター。アメリカ。

## 天敵
本種は天敵による制御が成功している。その中でもっとも重要な働きを示すのが、昆虫寄生性の線虫の一種である。ニュージーランドで発見されたDeladenus siricidicolaは本種の幼虫に寄生し、メス成虫を完全に不妊にする。寄生された幼虫は成長して羽化し、産卵もするがこの時うみつけられた卵からはキバチの幼虫が孵ることはない。卵は線虫で満たされている。卵から出た線虫はキバチが植え付けた共生菌を食べて増殖し、近くにキバチの幼虫が来たら再び寄生するというサイクルを繰り返す。もし、キバチが新しい場所で発生したとしたら、この線虫は実験室内で大量繁殖させることが容易であることから、キバチが多数産卵した木に線虫を接種し、生態系に導入することが出来る。
これに加えて、15種類程度の寄生バチ（ Megarhyssa nortoni, Rhyssa persuasoria, Rhyssa hoferi, Schlettererius cinctipes, Ibalia leucospoides他）が見つかっている。これらのハチは被害の大きかった南半球の国々に導入されている。これらの寄生バチの多くは北米原産である。
とはいえ、数が調整され、林業被害が目立たなくなっている程度で撲滅はしておらず、完全な解決には至っていない。

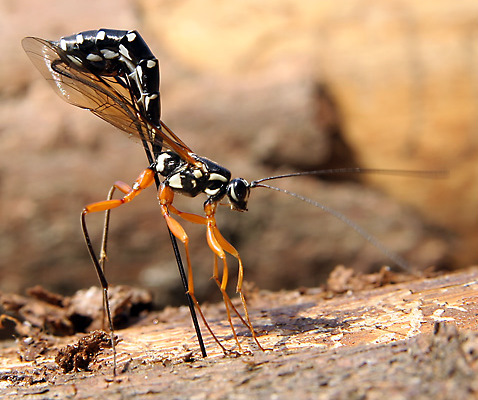
キバチに寄生するハチRhyssa persuasoria

## 近縁種
日本のルリキバチ属（Sirex）のキバチとしてコルリキバチ（Sirex iuvencus）やニトベキバチ（Sirex nitobei）が分布している。なかでもニトベキバチは共生菌を持ち、また産卵時にはミューカスも注入する。本種と同じようにマツを加害するキバチだが、日本のマツは大量に樹脂を分泌し、抵抗性を持っている。